# Schizoporella thompsoni
Schizoporella thompsoni is een mosdiertjessoort uit de familie van de Schizoporellidae. De wetenschappelijke naam van de soort is voor het eerst geldig gepubliceerd in 1962 door Kluge.